# Malligere, Pandavapura
Malligere là một làng thuộc tehsil Pandavapura, huyện Mandya, bang Karnataka, Ấn Độ.